# Видмон, Юго
Юго Робин Видмон (в некоторых источниках Уго Робин Видемон, фр. Hugo Robin Videmont; род. 19 февраля 1993, Марсель) — французский футболист, полузащитник.

## Карьера
Видмон дебютировал в профессиональном футболе 18 мая 2012 года в составе «Клермона», заменив Ромена Алессандрини в матче против «Лаваля».
В последний день трансферного окна, в январе 2015 года Видмон перешёл в «Аяччо». Дебютировал 6 февраля 2015 года в матче против «Лаваля» (0:0).
В феврале 2017 года перешёл в «Вислу» Краков. Дебютировал за клуб 18 февраля 2017 года в матче против «Шлёнска» Вроцлав (0:1). В августе 2017 года перешёл в «Тюбиз». Дебютировал 20 августа в матче против «Беерсхота».
В августе 2019 года перешёл в «Жальгирис». Дебютировал 31 августа 2019 года в матче против ФК «Паланга». В 2020 году стал лучшим бомбардиром чемпионата Литвы, забив 13 мячей в 20 матчах. В составе «Жальгириса» стал двухкратным чемпионом Литвы и обладателем Кубка Литвы, затем в декабре 2021 года перешёл в казахстанский клуб «Актобе».

## Достижения

### Командные
«Жальгирис»
- Чемпион Литвы: 2020, 2021
- Серебряный призёр чемпионата Литвы: 2019
- Обладатель Кубка Литвы: 2021
- Обладатель Суперкубка Литвы: 2020

«Актобе»
- Серебряный призёр чемпионата Казахстана: 2022

### Личные
- Лучший бомбардир чемпионата Литвы: 2020, 2021